# Juste retour
Das Prinzip des Juste retour (deutsch etwa angemessene Gegenleistung bzw. angemessener Mittelrückfluss) besagt im Finanzwesen, dass stets ein angemessener Rückfluss entsprechender Mittel erfolgen soll, wenn auch vorher ausreichende Einzahlungen erfolgt sind. In der Europäischen Union besagt dieses Prinzip, dass die EU-Mitgliedstaaten Rückflüsse aus dem EU-Haushalt gemäß ihren abgeführten Beiträgen erwarten.